# Dogen Sendži
Dogen Sendži (Dōgen Zenji, 道元禅師), japonski budistični menih, pisatelj, filozof, pesnik, * 19. januar 1200, Kjoto, Japonska, † 22. september 1253, Kjoto.
Velja za ustanovitelja Sōtō ločine zen budizma na Japonskem, za katero je značilna meditacija nemišljenja: »Sedeti pri miru, ne misliti na nič. Kako misliti nemišljenje? Ne misliti. To je vsa umetnost zazena (sedeče meditacije).« (Dogen, Shōbōgenzō)

## Življenje

### Zgodnje življenje
Njegova mladost je v njegovih delih zelo slabo dokumentirana, prav tako pa ni veliko virov, ki bi nam sporočali podatke njegove mladosti, vendar pa se ve, da naj bi se Dogen najverjetneje rodil v bogati družini in da naj bi mu umrla mama, ko je imel sedem let.

### Zgodnje urjenje
Kasneje je postal nižji menih v samostanu na gori Hiei severovzhodno od Kjota, središču tendai ločine budizma, prve šole budizma na Japonskem. Zanimalo naj bi ga le eno vprašanje: zakaj so Bude vseh starosti, ki so bili nedvomno razsvetljeni, iskali razodetje in se učili duhovnih praks?

### Potovanje na Kitajsko
Leta 1233 sta se Dogen in Myozen, naslednik Eisaija, ki je na Japonsko prenesel chan/rinzai ločino zen budizma, odpravila na nevarno pot čez Vzhodnokitajsko morje na Kitajsko, da bi se šolala v tamkajšnjem čan/rinzai zen budističnem samostanu v provinci Zhejiang, kjer se je generacijo prej šolal Eisai. Takrat je večina učiteljev poučevala učece z uporabo gong-ansa oz. koanov, kratkimi, paradoksalnimi besedili, ki naj bi zagotavljala pot k razsvetljenju. Čeprav se je Dogen učil po koanski metodi, se mu je ta zazdela nezanimiva in začel se je spraševati, zakaj se ne učijo več klasičnih budističnih suter. Tako se je leta 1225 odločil obiskati mojstra Rujinga. Rujing naj bi imel drugačen način učenja zena kot mojstri, s katerimi se je Dogen do takrat družil. V kasnejših besedilih je Dogen Rujinga opisoval kot staro Buddho in pa senshi, kar pomeni starodavni učitelj.
Pod Rujingovim mentorstvom se je Dogen izpopolnil, po tem ko je dojel smisel fraze shen xin tuo luo (身心脱落) oz. pozabi telo in duha. Ta fraza je imela skozi življenje nanj velik vpliv. Myozen je umrl kmalu po Dogenovem prihodu na goro Tiantong.

### Vrnitev na Japonsko
Dogen se je na Japonsko vrnil leta 1227 in se odpravil v tempelj Kennin, kjer se je učil pred odhodom na Kitajsko. Ena prvih stvari,ki jih je naredil je bila, da je napisal Fukan Zazengi, kratko besedilo, ki poudari pomembnost sedeče meditacije.
Na Japonskem je tisti čas družbeno dominirala tendai ločina budizma, ki je imela največji vpliv med plemstvom in na cesarskem dvor. Uveljavljeni tendai učenjaki in dvorniki so bili zato nenaklonjeni pretežno intelektualnemu zen budizmu in pa ljudski pobožnosti Čiste dežele. Dogen je leta 1230 zapustil cesarski Kjoto in odpravil v mesto Uji, južno od Kjota in se nastanil v zapuščenem samostanu. Tri leta kasneje je že imel manjšo šolo, ki se s pritegnitvijo sponzorjev je v desetletju razvila v vseučiliški tempelj.

### Tempelj v Eiheiju
Leta 1243 je Dogen je preselil svoj tempelj v provinco Echizen. Ni znano zakaj, verjetno pa je šlo za bližino cesarskega Kjota ter pritiske tendai menihov ter konkuriranje z ločino rinzai. Njegovi učenci so tam zgradili šolo in jo poimenovali tempelj Diabutsu. V tem času je Dogen zapadel v depresijo. Začel je odkrito nasprotovati chan/rinzai zenu, njihovo razgledanost o budističnih klasikih in njihove meditacijske metode. Napisal kritiko kitajskega lindži čan budista Dahuia Zonggaa. Leta 1246 je svoj tempelj preimenoval v Eihei-ji. Preostanek življenja je učil v svojem templju z izjemo leta 1247, ko se je odzval vabilu šogunovega regenta Hodža Tokijorija, da bi ga učil v Kamakuri, de facto prestolnici istoimenskega šogunata. Poučevanje je trajalo leto dni, nakar se je vrnil v samostan Eihei-ji. Leta 1252 je hudo zbolel in za vodjo templja Eihei-ji imenoval učenca Koun Ejoja.

### Smrt
Umrl je leta 1253, po tem ko se je odpravil iz templja v Kjoto iskat zdravilo za svojo bolezen.
Pred smrtjo je kot večina budističnih menihov, tudi sam napisal (poslovilno) pesem, v kateri pa se za razliko od nekaterih prejšnjih del predaja v usodo. Ta pesem pa še v drugem pogledu izstopa iz njegovih ostalih del in ostalih budističnih pesmi nasploh, saj je pri njegovi zadnji pesmi posebnost, da je le prepesnil poslovilno pesem svojega učitelja Ju-Chinga . Zadnji verz pa je še posebno zanimiv, saj sam Dogen ne izjasni cilja, kam naj bi odšel po smrti, saj uporabi besedno zvezo 'rumeni izvir', ki pa se jo lahko interpretira na dva načina, kot stanje nirvane ali pekel.
Štiriinpetdeset let
sem sledil nebeškim naukom;
zdaj pa skočim onstran,
prebijem vse prepreke,
Neverjetno! Da se znebim se vseh okov,

še živ se vržem v rumen izvir.

## Nauki

### Zazen in meditacija
DOgen je bil velik zagovornik zazena, gre za vrsto budistične meditacije, pri kateri osebek fiksno sedi v zaželeno tihi sobi. Takrat pa se mora osredotočiti na to, da ne misli nič. Sam Dogen pravi, da se mora med zenzen meditacijo človek zavedati le okolice in nič drugega, gre za stanje ne-mišljenja. Sam je zato to prakso meditacije poimenoval vaja brez mišljenja. Cilj zanzena je za Dogena samo razsvetlitev, to rasvetlitev pa naj bi vsak sam integriral v vsakdanje življenje.
Zazen meditacija ni postopna meditacija, nima nobenih vmesnih faz, vendar pa pri njej gre zavedanje obstoja Bude, to stanje pa po Dogenovih naukih lahko doseže osebek samo v nemišljenju, ko je njegov um prost in se zaveda samo okolice okoli sebe. Ko je v tem stanju, pa lahko spozna resnico. Obsežnejša filozofska in fenomenološka razlaga te prakse se nahaja v Dogenovemu Šōbōgenzu, na primer v poglavju »Načela zazena« in v poglavju »Splošno priporočeni napotki za zazen«.

### Bistvo Bude
Po Dogenu je Buda bistvena realnost vsakega živega bitja. To trdi tudi za rastline, saj za razliko od tedanjih japonskih budistov, ki so trdili, da so samo živali ter človek bitja Budine volje, meni, da imajo rastline in živali skupno lastnost nevečnosti, minljivosti. 

### Čas in bit
Percepcija Dogenove ideje časa življenja je ena od ključnih komponent metafizike v Šōbōgenzuju. Po njegovi razlagi časa in biti (Uji, 有時)  lahko sklepamo, da je sam čas bit in da je vse, kar obstaja čas. Uji pomeni vse spremembe in stvari, ki se zgodijo v toku časa. Nato pa sam Dogen to naveže se na vse stvari vsakdanjega življenja in pravi, da vse stvari obstajajo v sebi. Časa in biti zato ne dojema kot gole abstrakcije, pač pa kot neločljivo povezanost med minevajočimi spremembami stvari in bitij s časom samim. Vendar pa Dogen trdi, da časa ne smemo preučevati samo iz stališča minevanja, saj bi pri tem zgrešili ključno nalogo časa, povezovanje. Kot zatrjuje Dogen, je vsako bitje povezano s časom, saj se od njega na nobeno ne more ločiti, torej sam Dogen sklepa, da so vsa bitja sveta med seboj povezana preko časa.
Za njegovo opredelitev časa in biti so se kasneje zanimali heideggerjanski filozofi.

### Popolna izpolnitev
Dogen je zagovarjal nauk dveh vrst jezikov, ki jih človek uporablja za komunikacijo in izraz svojih misli in namenov s svetom. To sta monji (文字)jezik, ki temelji na izkušnjah, in dōtoku, jezik abstrakcij in relacij, ki omogoča celostno izkušnjo sveta/narave Bude.

#### Monji (文字)
Jezik, ki nastaja sproti, se oblikuje s posameznikovimi izkustvi in tudi sam proizvaja izkušnje posamezniku in družbi, na nek način se oblikuje kot odraz na trditev drugega govorca, nastaja spontano in neprevidljivo.

#### Dōtoku (道得)
Jezik, ki ima predstavitveno vlogo, lahko bi rekli, da je vsebina tega jezika ves nabor znanja, ki ga ima govorec še pred začetkom konverzacije.

### Vrline/krepkosti
Zanimiv je tudi Dogenov pogled na vrline človeka, saj sam pravi da so vrline neka stvar, ki jo lahko človek umsko trenira, vendar pa se bo izrazila prav tako tudi na zunanjosti, zunaj naših misli. Vendar pa je pri tem pomembno, da se meditirajoči med meditacijo zaveda vseh stopenj meditacije in jih zna uporabiti in razumeti. Kot sam Dogen navaja, mora meditirajoči sprejeti stvari take kot so, da lahko potem združi vidca in videnje v eno dejanje.
Sam Dogen pa trdi, da je urjenje samega Budinega telesa težje (Budino telo ali šindžicunintai), od urjenja samega Budinega uma. Kot navaja mora vsak, ki išče Pot (na primer do Nirvane - stanja, kjer ni trpljenja ali poželenja, kot neko stanje nevtralnosti), med tem misliti tudi na šindžicunintai.

## Dela
Za razliko od večine budističnih menihov, je Dogen Sendži svoja dela pisal v japonščini, saj je menil, da lahko v maternem jeziku bolje izrazi svoje mišljenje in občutke kot v kitajščini.

#### Shōbōgenzō
Zakladi Dharminega očesa veljajo za Dogenovo mojstrovino. Napisal jo je v 95 zvezkih. V njih obravnava veliko tem, kot so na primer: vera, enakopravnost spolov, filozofija, filozofija jezika, tok časa in obstoj sam.

#### Ostala dela
Med ostala dela štejemo še: 
- Shinji Shōbōgenzō, zbirka 301 koanov;
- Hōkojōki, spomini na potovanje na Kitajsko;
- Eihei Kōroku, predavanja v 10 zvezkih;
- Shōbōgenzō Zuimonki;
- Fukan-zazengi, pravilno izvajanje zazena;
- Bendōwa, esej o meditiranju;
- Eihei shoso gakudō-yōjinshū, nasveti študentom;
- Tenzo kyōkun, kuharska knjiga;
- Shushō-gi;
- Bendōhō.